# 臨江軍
临江军，中国宋朝时设置的军。
宋太宗淳化三年（992年），分割袁州、吉州、筠州设置临江军，治所在清江县（今江西省樟树市临江镇）。下辖清江、新淦、新喻三县。包括今江西省樟树市、峡江县、新干县、新余市等地。元朝元世祖至元年间改为临江路，明朝洪武年间改为临江府。1913年废除临江府。